# Вехселбург
Вехселбург (њем. Wechselburg) општина је у њемачкој савезној држави Саксонија. Једно је од 61 општинског средишта округа Средња Саксонија. Према процјени из 2010. у општини је живјело 2.106 становника. Посједује регионалну шифру (AGS) 14522580.

## Географски и демографски подаци
Вехселбург се налази у савезној држави Саксонија у округу Средња Саксонија. Општина се налази на надморској висини од 185 метара. Површина општине износи 25,6 km². У самом мјесту је, према процјени из 2010. године, живјело 2.106 становника. Просјечна густина становништва износи 82 становника/km².